# Artur Hazelius
Artur Immanuel Hazelius, född 30 november 1833 i Stockholm, död 27 maj 1901 på Djurgården i Stockholm, var en svensk filolog, folklivsforskare samt grundare av Nordiska museet och Skansen, världens idag äldsta friluftsmuseum.

## Släkt
Artur Hazelius var son till arméofficeren, politikern och skriftställaren Johan August Hazelius (1797–1871), och Louise Svanberg (1805–1873), dotter till landsfiskalen Lorentz Svanberg och Brita Carolina Alenius från den så kallade Bureätten. Släkten Hazelius var på 1400-talet bosatt i Hassela socken i Hälsingland, varför stamfadern Pehr Hansson antog namnet Hazelius på 1600-talet. Artur Hazelius gifte sig 1864 med Sofia Elisabet Grafström (1839–1874) från Umeå, dotter till skalden och professorn Anders Abraham Grafström (1790–1870) och Helena Sofia Franzén, och dotterdotter till Frans Michael Franzén. Hustruns far hade tidigare varit gift med hennes moders halvsyster Henrika Elisabeth Franzén. Arturs syster Heloise Desdemona Hazelius var gift med hans svåger, skalden Thor Frithiof Grafström (1827–1883). Arturs syster Jenny Cecilia Hazelius var gift med tullfiskalen Erik Gabriel Poppius (1840–1907).

## Biografi

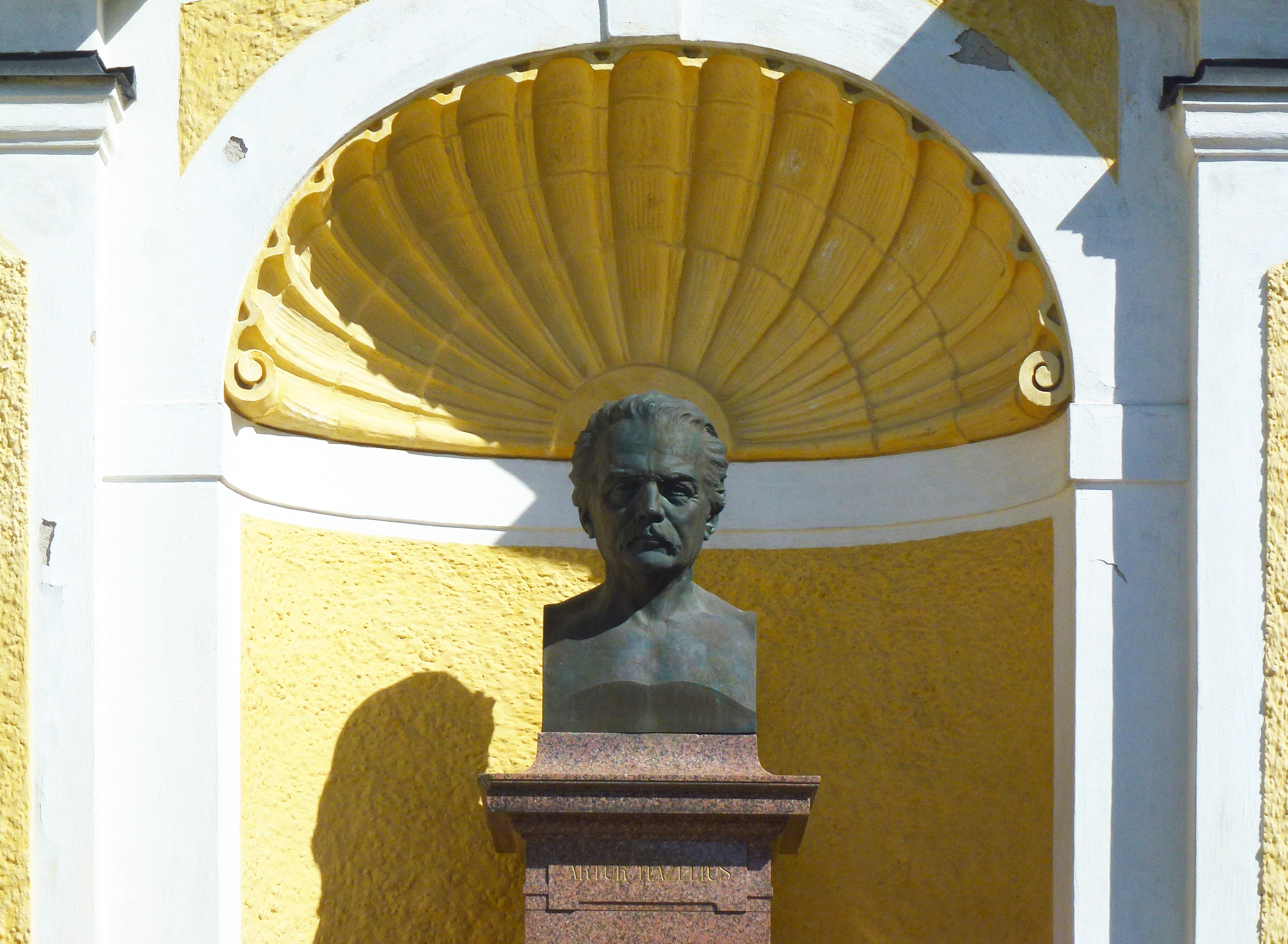
Artur Hazelius, byst av Johan Axel Wetterlund vid Skansens gamla entré.

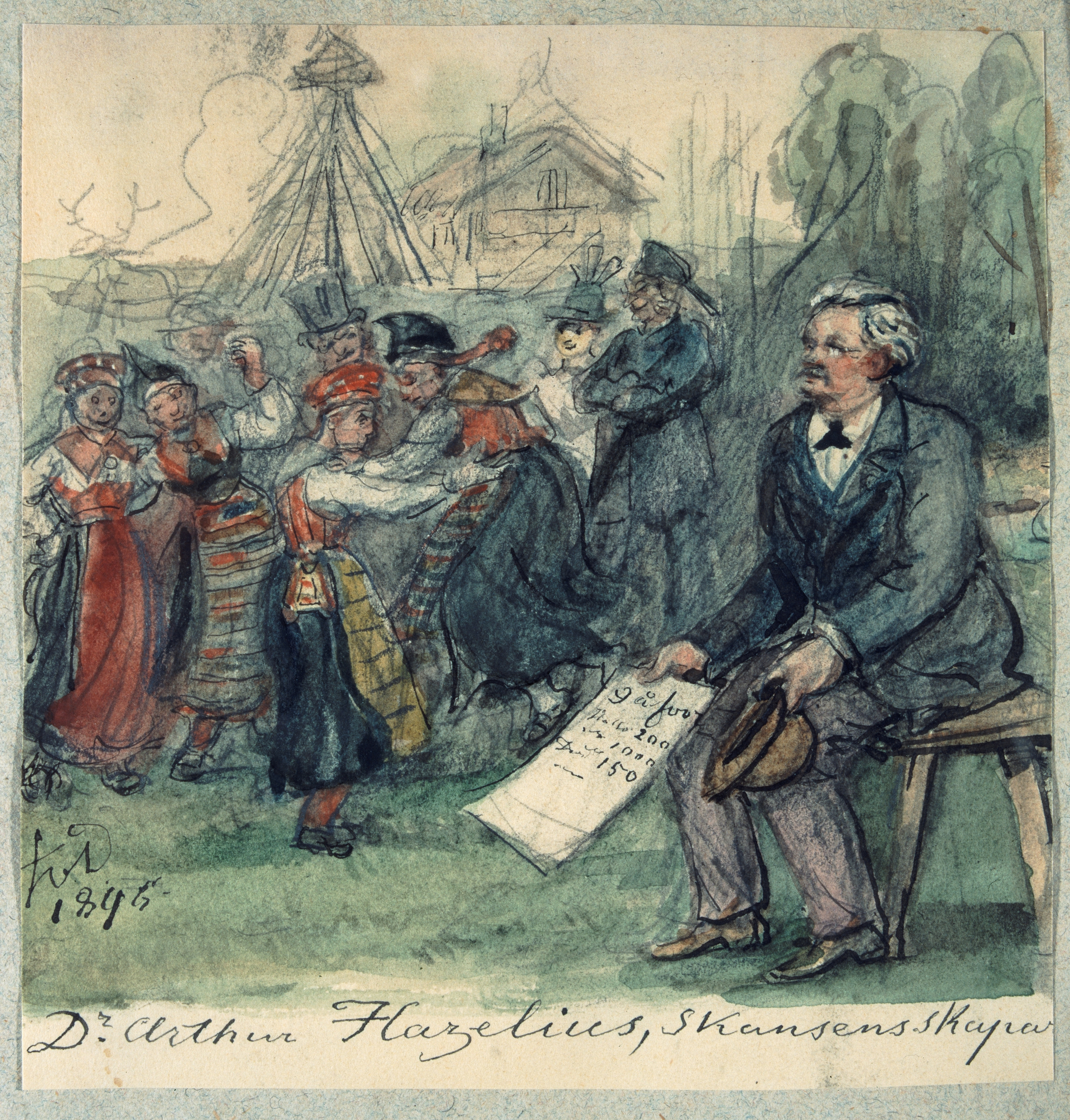
Akvarell av Fritz von Dardel. Artur Hazelius, Skansens skapare 1896 - Nordiska museet - NMA.0076816

Artur Hazelius blev student vid Uppsala universitet 1854 och filosofie magister 1860, varefter han var verksam som lärare i Stockholm och 1864–68 lektor vid Högre lärarinneseminariet. Hazelius trivdes dock inte som lärare och begärde avsked från sina tjänster, för att i stället ägna sig åt författarskap om rättstavning och att skriva läroböcker. 
Hazelius första framträdande skedde i samband med rättstavningsstriden i slutet av 1860-talet, där han intog en radikal hållning. Han utgav bland annat Det svenska bibelöfversättningsarbetet (1868) och Om svensk rättstafning (1870–71) Under förarbetena med Läsebok för folkskolan engagerades Hazelius av dess initiativtagare ecklesiastikministern Fredrik Ferdinand Carlson. Men Hazelius hade för stora estetiska ambitioner och hans bidrag refuserades. De gavs istället ut som Fosterländsk läsning för barn och ungdom.
Hazelius är känd för att ha grundat Nordiska museet och Skansen. Intresset för svensk etnografi grundlades i barndomen då fadern var anhängare av göticismen och medlem i Manhemsförbundet. Carl Jonas Love Almqvist var en av faderns vänner och förebilder, och deras pedagogiska och kulturella nytänkande ledde till att den både känslosamme och dominante fadern gav sina barn en något okonventionell uppväxt. En av de viktigaste delarna i uppfostran var att Artur Hazelius skulle få kännedom om hela landet, varför han under barndomen ofta fick resa till släktingar och bo hos bekanta runt om i Sverige. Hazelius skaffade sig sålunda tidigt stor kunskap om bland annat svenska folkdräkter, och skaffade sig expertisen att sovra bland ting och föremål från landet när han gjorde uppköp och startade den samling av allmogeföremål som skulle komma att utgöra grunden för hans museum.

### Nordiska museet
Sommaren 1872, under en färd genom Dalarna växte Hazelius vision om ett svenskt etnografiskt museum fram. Senare på året gjorde han en liknande upptäcktsfärd genom Östergötland. I ett brev till landskapets fornminnesförening med begäran om ett understöd på 150 riksdaler skrev han följande typiska ord: "Jag tager visserligen ur mina egna fattiga fickor, så länge det på något sätt är möjligt, men i längden torde detta ideala levnadssätt bliva något oroväckande."
Förebilden var det av Gunnar Olof Hyltén-Cavallius 1867 grundade museet i Växjö. I oktober 1873 öppnades Hazelius museum Skandinavisk-etnografiska samlingen i den södra av Davidsons paviljonger på Drottninggatan 71. Här visades stuginteriörer från Halland, Skåne och Vingåker, fyllda med tablåer av vaxfigurer. Inspirationen hämtades från de svenska tablåer som ställts ut vid Världsutställningarna i Paris 1855 och 1867. Hazelius deltog själv med liknande panoraman på världsutställningen i Paris 1878, vilket gav hans museum världsrykte. 1874 utökades museer med en stuginteriör från Delsbo, och samtidigt tillkom två landskapspanoraman från Järvsö i Hälsingland och en höstflyttning i Lule lappmark.
Hazelius kom snabbt att bredda sin insamlingsiver på ett sätt och till en omfattning som inget av de tidigare svenska kulturhistoriska museerna sett. Hazelius hade ständigt att kämpa mot stora ekonomiska svårigheter. Det statsanslag hans verksamhet beviljades från 1875 räckte inte långt, och ekonomin baserades till största delen på hoptiggda medel. 1880 gav Hazelius sitt museum en fast organisation, och omvandlade det samtidigt till en stiftelse med egen styrelse. Samtidigt ändrades namnet till Nordiska museet.

### Skansen
Därefter intresserade sig Hazelius för äldre allmogebyggnader. Inspirerad av hallänningen Alfred Bexell – som redan 1876 för museiändamål köpt  Bålastugan, ett allmoghehem från sent 1700-tal från Harplinge socken, vilket därefter flyttades till Varberg, numera som en del av länsmuseet Varbergs museum – köpte Hazelius 1885 Morastugan från byn Östnor mellan Mora och Orsa, som flyttades till Skansenhöjden, där han lät uppbygga ett av världens tidigaste friluftsmuseer – Skansen.
Utan att själv ha ett öre på fickan lyckades han köpa in den första biten av den mark som skulle bli Skansen. "Vi måste ha Skansen", skrev han i ett brev. "Faktum är emellertid, att jag icke heller i år har ett enda öre att köpa för, ja ej ett öre till museets underhåll och vård utöver vad jag kan tigga samman."
Skansen öppnades för allmänheten 1891 och blev omedelbart populärt. Hazelius hade redan vunnit internationellt erkännande genom världsutställningarna i Paris. Museet fick stor betydelse för kulturlivet i Stockholm; redan från början hade Hazelius varit klar med museets och Skansens pedagogiska funktion att införliva hela Sveriges kultur i huvudstaden. Hazelius och Skansen är omtalade av flera samtida kulturpersonligheter som Verner von Heidenstam och August Strindberg; Fredrik Böök menade att Hazelius faktiskt var den viktigaste personen i bildandet av den nationalromantiska tidsandan.
Hazelius invaldes 1898 som ledamot nummer 687 av Kungliga Vetenskapsakademien.
Han var även en av grundarna till Svenska Folkdansens Vänner, en förening som instiftades 1893 med syftet att vårda kulturarvet kring folkdans, folkmusik och folkdräkter. Föreningens dräktsamling är idag en av de större privata i landet.
Som motto hade Hazelius ”Känn dig själv” (grekiska ΓΝΩΘΙ ΣΑΥΤΟΝ Gnothi seauton eller latin Nosce te ipsum), vilket var syftet med hans livsgärningar. Att känna sig själv hade varit ett ideal från oraklet i Delfi och Sokrates, till renässansens humanister. För Hazelius betydde dessa ord att människan förstår sig själv utifrån sin historia.

## De sista åren
Under sina sista år var Hazelius, vid sidan om friluftsmuseet Skansen främst engagerad i fullföljandet av planerna på den nya museibyggnad, som påbörjades 1888, och vars första delar kunde invigas 1897.
Då Hazelius hustru Sofia Elisabet avled i barnsäng 1874 gick han ännu mer intensivt in för sitt musei- och folkbildningsarbete. Han var bosatt på Skansen, och tog daglig del i ledningen av arbetet. Han ansågs vara en älskvärd och socialt kompetent person som var både beundrad och omtyckt, men han var på många sätt en ensam människa, han sörjde sin hustru och lade inte särskilt mycket av sin brinnande energi på sonen Gunnar. Artur Hazelius dog i sitt hem klockan nio på morgonen, den 27 maj 1901 vid 67 års ålder efter en promenad, och efter ett enastående begravningståg genom Stockholm fick han sin sista vila på Skansen. Artur och Sofia Elisabet Hazelius fick ett barn, Gunnar Hazelius (1874–1905) som efterträdde sin far som chef på Skansen (1901–1905).
I sitt tal på Hazelius jordfästning på Skansen konstaterade Oscar Montelius att den dödes arbete endast blivit möjligt att Sveriges folk lika fast trodde på honom som han trodde på svenska folkets offervillighet för en stor idé: "Tusenden hava lämnat sina bidrag; mer än en har sedan tackat för att han fått vara med och draga sitt strå till stacken."

## Betydelse
Ett frimärke med Hazelius bild utgavs av Postverket 1941 till Skansens 50-årsjubileum. Med Skansen som förebild har hundratals friluftsmuseum (open air museum) öppnats över hela världen, från Gammlia i Umeå, Beamish museum i Durham, England, till Museo al Cielo Abierto i Valparaiso, Chile, och Hokkaido i Japan.

### Redaktörskap
- Fosterländsk läsning för barn och ungdom. 1. saml.. Stockholm: Norstedt. 1868. Libris 3228245. https://runeberg.org/ahflas/
- Småskrifter för folket. 1–10. Stockholm: Norstedt. 1870. Libris 11769881
- Minnen från Nordiska museet: afbildningar af föremål i museet jämte åtföljande text. Stockholm. 1879-1902. Libris 173145
- Runa: Minnesblad från Nordiska museet 1888. Stockholm: Nordiska museet. 1888. Libris 1625887
- Bilder från Skansen: skildringar af svensk natur och svenskt folklif under medverkan af A. Behm, A. Bergström... P.G. Vistrand samt andra författare och konstnärer. Stockholm. 1896-1898. Libris 2563011
- Sommarbilder från Skansen. Stockholm: Nord. Museet. 1901. Libris 1728588
- Vinterbilder från Skansen. Stockholm: Nordiska museet. 1901. Libris 1729113
- Artur Hazelius. Stockholm. 1903. Libris 2692819